# Jón Jónsson (1749–1826)
Jón Jónsson (Johnsonius), född 1749 i Urðir, död 19 juli 1826, var en isländsk ämbetsman och utgivare.
Jón, som var bondeson, inskrevs vid Köpenhamns universitet 1770 och var 1779–1796 arnamagneansk stipendiat. År 1796 utnämndes han till sysselman i Ísafjarðarsýsla, från vilket ämbete han sökte avsked 1810. Som stipendiat deltog han i arbetet på första och andra bandet av "Sämunds Edda" och förberedde dessutom för utgivning den latinska översättningen av "Njáls saga" (1809), som kompletterar 1772 års utgåva med handskriftsbeskrivning, variantapparat och i synnerhet en utförlig ordlista.